# Andsten

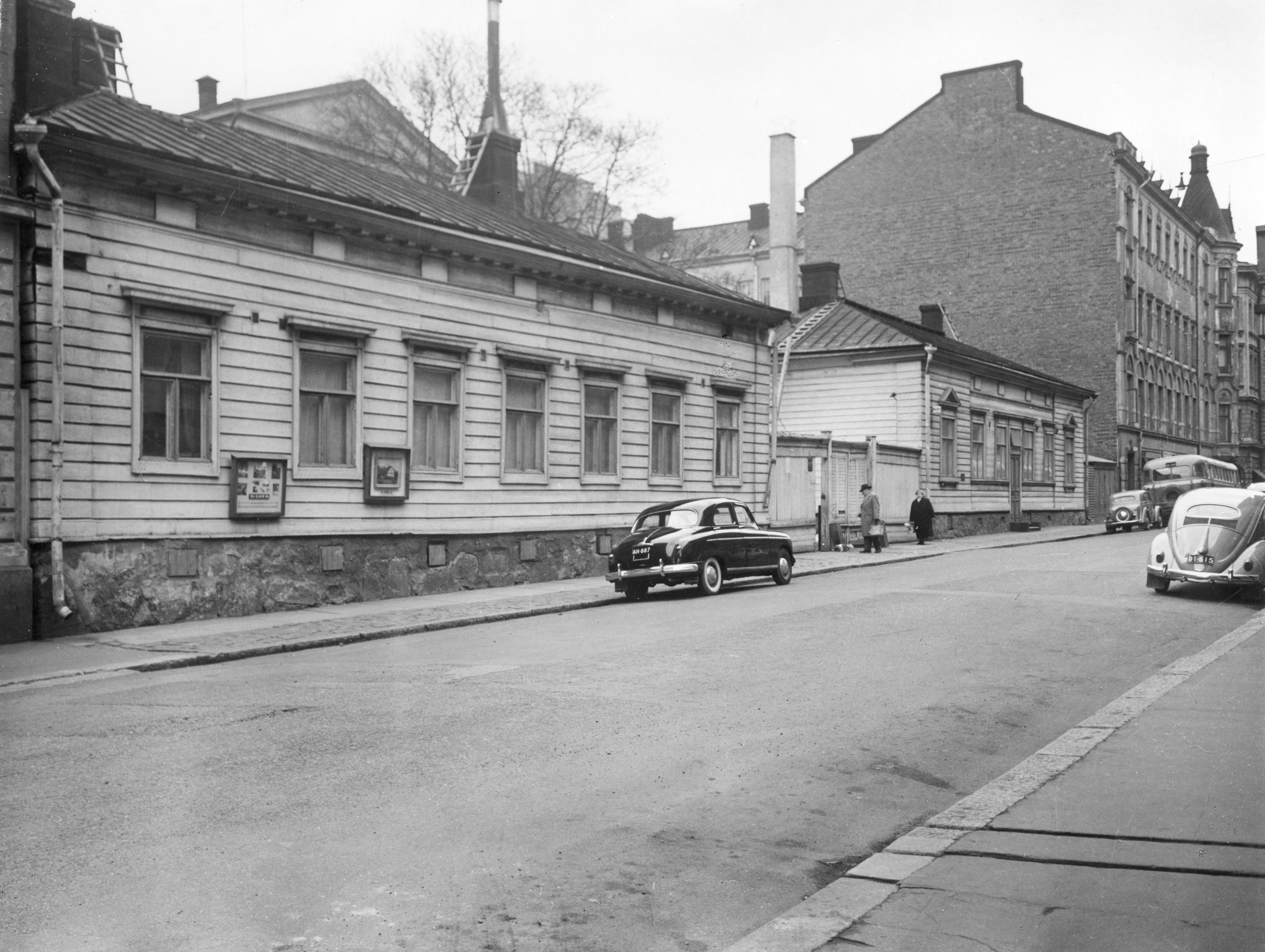
Nylandsgatan 19 och 21i Helsingfors, ritade av Gabriel Andstén

Andstén, byggmästar- och murarsläkt i Helsingfors. 
De fem bröderna Johan (född 1789), Henrik (född 1791), Elias (född 1795), Gabriel (född 1798) och Mikael Andstén (född 1800) verkade som murargesäller, murarmästare och kakelugnsmakare. Bröderna planerade och uppförde ett hundratal bostadshus i sten och trä. De självlärda byggarna satte på så sätt en stark prägel på stadsmiljön och ett flertal av deras byggnader finns ännu bevarade i det centrala Helsingfors.